# Phyllalia flavicostata
Phyllalia flavicostata is een vlinder uit de familie van de Eupterotidae. De wetenschappelijke naam van de soort is voor het eerst geldig gepubliceerd in 1903 door Fawcett.